# فرنسيس أنتوني دريكسل
فرنسيس أنتوني دريكسل (بالإنجليزية: Francis Anthony Drexel)‏ هو مصرفي أمريكي، ولد في 20 يونيو 1824 في فيلادلفيا في الولايات المتحدة، وتوفي بنفس المكان في 15 فبراير 1885.

## وصلات خارجية
- فرنسيس أنتوني دريكسل على موقع الموسوعة البريطانية (الإنجليزية)